# Casearia spruceana
Casearia spruceana là một loài thực vật có hoa trong họ Liễu. Loài này được Benth. ex Eichler mô tả khoa học đầu tiên năm 1871.